# Burchio
Der Burchio war ein Volumenmaß in der Republik Venedig.
- 1 Burchio = 60 Botte = 75 Amphora = 7400 Barille = 4200 Secchi = 45.070 Liter